# Rai Extra

Rai Extra

Rai Extra (vorheriger Name RaiSat Extra)  war ein Fernsehprogramm, der RAI-Gruppe. 

## Geschichte
Er wurde am 31. Juli 2003 gegründet und am 26. November 2010 wieder geschlossen. Sein Platz übernahm Rai 5, der am 26. November 2010 auf Sendung ging. Rai 5 übernahm dasselbe Programm, das auf Rai Extra lief.

## Programm
Rai Extra zeigte eine Bestenauswahl der Sendungen, die in den vergangenen Wochen in den Sendern der Rai gezeigt worden waren. So wurden die David Letterman Show, die The Tonight Show mit Jay Leno und andere amerikanische Talkshows Erfolge für Rai Extra. Rai 5 überträgt jetzt (2011) wieder die David Letterman Show.